# Alibaba Cloud
Alibaba Cloud (chiń. 阿里云; pinyin Ālǐyún; dosł. „chmura Ali”) – spółka zamująca się przetwarzaniem w chmurze, zależna Alibaba Group. Alibaba Cloud świadczy usługi przetwarzania w chmurze dla firm internetowych i ekosystemu e-commerce Alibaby. Jej działalność międzynarodowa jest realizowana w Singapurze.
Według Gartnera jest to największa firma zajmująca się przetwarzaniem w chmurze w Chinach i w regionie Azji i Pacyfiku. Alibaba Cloud obsługuje centra danych w 29 regionach i 87 strefach dostępności na całym świecie.

## Produkty
Alibaba Cloud zapewnia rozwiązania chmurowe IaaS, PaaS, DBaaS i SaaS, obejmujące usługi takie jak handel elektroniczny, big data, bazy danych, IoT, obiektową pamięć masową czy Kubernetes.